# Ulota reptans
Ulota reptans är en bladmossart som beskrevs av Mitten 1891. Ulota reptans ingår i släktet ulotor, och familjen Orthotrichaceae. Inga underarter finns listade i Catalogue of Life.